# Priscilla Morgan
Priscilla Morgan (* 1934 in Essex, England) ist eine britische Theater- und Filmschauspielerin.

## Leben
Priscilla Morgan wurde 1934 in der englischen Grafschaft Essex geboren. Bereits im Alter von 16 Jahren sammelte sie erste Bühnenerfahrungen am Old Vic Theatre in London. 1954 trat sie als Hausmädchen Doreen neben Margaret Lockwood in Terence Rattigans Separate Tables erstmals am Londoner West End auf. 1956 stand sie für die Fernsehsendung Lilli Palmer Theatre erstmals vor der Kamera. Zwei Jahre später war sie, erneut in der Rolle der Doreen, neben Deborah Kerr, Rita Hayworth, David Niven und Burt Lancaster in Getrennt von Tisch und Bett (Separate Tables, 1958), einer Adaption von Rattigans Stück, zum ersten Mal auf der Kinoleinwand zu sehen. 1959 spielte sie die Hermia in einer britischen Fernsehadaption von William Shakespeares Ein Sommernachtstraum (A Midsummer Night’s Dream) an der Seite von Charles Laughton, Albert Finney, Ian Holm und Vanessa Redgrave. 1962 kam sie auch in sechs Folgen der Sketchserie von Benny Hill zum Einsatz. Es folgten weitere Rollen in britischen Fernsehserien, darunter auch die Krimiserie Der Mann mit dem Koffer (Man in a Suitcase, 1967). In einer fünfteiligen BBC-Verfilmung von Jane Austens Stolz und Vorurteil (Pride and Prejudice) war sie 1980 auch in der Rolle der Mrs. Bennet zu sehen. 1987 zog sie sich aus dem Filmgeschäft zurück.
Seit 1959 ist sie mit dem Schauspieler Clive Dunn verheiratet, mit dem sie zwei Töchter, Polly und Jessica, hat. Gemeinsam leben sie an der Algarve, wo Morgan mehrfach auch als Theaterregisseurin tätig war.

## Filmografie (Auswahl)
- 1956: Lilli Palmer Theatre (TV-Serie, eine Folge)
- 1958: Getrennt von Tisch und Bett (Separate Tables)
- 1959: A Midsummer Night’s Dream (TV-Film)
- 1961: Das Schlitzohr (On the Fiddle)
- 1962: Oliver Twist (TV-Mehrteiler)
- 1962: Benny Hill (TV-Sketchserie, sechs Folgen)
- 1966: The Idol
- 1967: Der Mann mit dem Koffer (Man in a Suitcase) (TV-Serie, eine Folge)
- 1968: The Benny Hill Show (TV-Sketchserie, eine Folge)
- 1974: The Cherry Picker
- 1980: Jane Austen’s Pride & Prejudice (Pride and Prejudice) (TV-Mehrteiler)